# Шихлинский, Ариф Шериф оглы
Шихлинский, Ариф Шериф оглы (азерб. Şıxlinski Arif Şərif oğlu, 26 декабря 1929, Казах, Ганджинский округ — 20 июля 1995, Баку) — советский ученый-геолог, нефтяник, заслуженный инженер Азербайджанской ССР.

## Биография
Ариф Шихлинский родился 26 декабря 1929 года в Газахе, в селе Второй Шихлы. Окончив среднюю школу в Агстафе с золотой медалью Ариф Шихлинский поступил в Азербайджанский Промышленный Университет на факультет геологической разведки. 

### Карьера
В 1952 году окончил университет с отличительным дипломом. После окончания в разные периоды занимал должности геолога-прораба в партии геологического планирования, начальника геологического отдела и главного геолога треста "Азнефтеразведка", проработав там до 1975 года. 
В 1975 году "Азнефтеразведка" ликвидируется. А Арифа Шихлинского назначают начальником Джаирлинского управления буровых работ ПО "Азнефть".
В 1985 году стал заместителем директора - главным геологом ПО "Азнефть". 
Является носителем нагрудного знака "Отличник нефтяной промышленности", а в 1971 году стал заслуженным инженером Азербайджанской ССР.

### Смерть
Скончался Ариф Шихлинский 20 июля 1995 года в Баку

## См.также
- Шихлинский